# Prosper Dérivis
Nicolas-Prosper Dérivis (28 octobre 1808 - 11 février 1880) est un chanteur d'opéra français, basse. Il possède une voix profonde et riche qui porte loin. En plus de jouer facilement des rôles dramatiques, il peut également exécuter des passages coloratura difficiles ou des parties lyriques. Il est avec Nicolas-Prosper Levasseur une des plus grandes basses de sa génération.

## Biographie
Né à Paris Paris, Dérivis est le fils de la basse Henri-Étienne Dérivis. Il étudie le chant au Conservatoire de Paris avec Auguste Nourrit et Felice Pellegrini. Il fait ses débuts professionnels à l'Opéra de Paris en 1831 dans le rôle du Pharaon dans Moïse et Pharaon de Gioachino Rossini. Il reste dans cet opéra les dix années suivantes, jouant entre autres lors de la création de La tentation de Fromental Halévy (1832), dans Le serment de Daniel Auber (1832), dans Ali-Baba de Luigi Cherubini (1833), dans La Juive de Halevy (1835, le héraut), dans Les Huguenots de Giacomo Meyerbeer (1836, le Comte de Nevers), dans la Stradella de Louis Niedermeyer (1837), dans Guido et Ginevra de Halevy (1838, le Duc de Ferrara), dans Benvenuto Cellini d'Hector Berlioz (1838, Balducci), dans Les martyrs de Gaetano Donizetti (1840, Félix) et dans Le comte de Carmagnola d'Ambroise Thomas (1841). Il est aussi entendu à Paris dans La favorite de Donizetti, dans le rôle-titre de Don Giovanni de Wolfgang Amadeus Mozart et dans Guillaume Tell de Rossini.
En 1842-1843 Dérivis joue à La Scala de Milan où il crée des rôles dans les premières de deux opéras de Giuseppe Verdi : Zaccaria dans Nabucco (1842) et Pagano/érémite dans I Lombardi alla prima crociata (1843).
Il chante aussi lors de la création de Linda di Chamounix de Donizetti au Theater am Kärntnertor de Vienne en 1842. En 1843-1844 il chante au Teatro Regio di Parma le rôle de Bertram dans Robert le diable, de Duke Hamilton dans Il reggente de Saverio Mercadante et de Filippo Visconti dans Beatrice di Tenda.
De 1845  à 1848 il chante au Théâtre-Italien à Paris.
En 1846-1847 il est présent au Teatro Regio di Torino où il est entendu en Alfonso D'Este dans Lucrezia Borgia de Donizetti, en Enrico Ashton dans Lucia di Lammermoor de Donizetti et en Jefte lors de la création d’Ester d'Engaddi de Giovanni Pacini (1848).
En 1847 il apparait à La Scala en Dom Juam de Sylva dans Dom Sébastien, roi de Portugal de Donizetti. Il chante le rôle de Zacharie dans Le prophète de Meyerbeer en 1851.
Il chante de nouveau à l'Opéra Garnier en 1856-1857, entre autres le rôle d'Aminta lors de la création de La rose de Florence d'Emanuele Biletta et le rôle de Ferrando Il trovatore de Verdi.
Après 1857 les apparitions sur scène de Dérivis se font plus rares. Il chante au Teatro Comunale di Bologna en 1862 le rôle de Samuel dans Un ballo in maschera, le rôle de Sparafucile dans Rigoletto de Verdi et le rôle de Calistene dans Poliuto de Donizetti. Un de ses derniers rôles est Elmiro dans Otello de Rossini en 1870 à La Scala .
Après avoir ralenti sa carrière sur scène il enseigne le chant au Conservatoire de Paris. Il meurt à Paris en 1880 à l'âge de 71 ans.